# Phi II
『Phi II』（ファイ ツー）は米米CLUBの11枚目のアルバム。1994年12月10日リリース。発売元はSony Records（現ソニー・ミュージックレコーズ）。

## 解説
前作『Phi』から1年1ヶ月後に発売されたアルバム。本来は『Phi』と2枚組になる予定だったが、諸事情によりそれぞれ1枚ずつの発売となった。尚、再発売盤では『Phi』と2枚組になった。
前作のテーマカラーが青で「静」を表していたのに対し、今作のテーマカラーは赤と「動」を表した色を使い、前作と対極の位置にあるアルバムとなった。

## 収録曲
| 全作詞・作曲: 米米CLUB。 |                          |           |            |              |      |
| #                        | タイトル                 | 作詞      | 作曲・編曲 | 編曲         | 時間 |
| 1.                       | 「日々米々」             | 米米CLUB  | 米米CLUB   | 佐土井照仁   | 0:34 |
| 2.                       | 「OH! MY ANGEL」         | 米米CLUB  | 米米CLUB   | 林部直樹     | 4:01 |
| 3.                       | 「ア・ブラ・カダ・ブラ」 | 米米CLUB  | 米米CLUB   | 米米CLUB     | 5:39 |
| 4.                       | 「ジャムチ -砂漠の駅-」  | 米米CLUB  | 米米CLUB   | 得能律郎     | 4:16 |
| 5.                       | 「俺色にそまれ」         | 米米CLUB  | 米米CLUB   | 米米CLUB     | 5:37 |
| 6.                       | 「日本人」               | 米米CLUB  | 米米CLUB   | 米米CLUB     | 4:03 |
| 7.                       | 「SANDBAGなあいつ」      | 米米CLUB  | 米米CLUB   | 米米CLUB     | 3:21 |
| 8.                       | 「Child's days memory」  | 米米CLUB  | 米米CLUB   | 奈良部匠平   | 4:48 |
| 9.                       | 「My love」              | 米米CLUB  | 米米CLUB   | 有賀啓雄     | 5:18 |
| 10.                      | 「それぞれの理由」       | 米米CLUB  | 米米CLUB   | 奈良部匠平   | 5:05 |
| 11.                      | 「SO COOL」              | 米米CLUB  | 米米CLUB   | 有賀啓雄     | 4:48 |
| 12.                      | 「言の葉」               | 米米CLUB  | 米米CLUB   | 三沢またろう | 5:46 |
| 合計時間:                | 合計時間:                | 合計時間: | 53:16      |              |      |

### 楽曲解説
1. 日々米々
2. OH! MY ANGEL
1992年のツアー「SHARISHARISM DECADENCE　魅惑の歌謡ショー　素顔のママ」編で初演された楽曲。
3. ア・ブラ・カダ・ブラ
4. ジャムチ -砂漠の駅-
5. 俺色にそまれ
6. 日本人
7. SANDBAGなあいつ
8. Child's days memory
フジテレビ系列「ポンキッキーズ」内『P-Kiesメロディ』として1995年～1996年の間主にエンディングテーマとして用いられた楽曲。当時ポンキッキーズに大きく協力しており、和田アキ子に『さあ冒険だ』という楽曲も提供している。
9. My love
10. それぞれの理由
11. SO COOL
1990年のツアー「SHARISHARISM ARTWORK-ART UP編-」で初演（『言の葉』も同様）以来、毎年恒例のファンクラブ人気投票でも常に上位に入るなど、ファンからCD化が熱望されていた曲。収録に際してリアレンジと大サビの追加がされている。
12. 言の葉